# محوطه سیفی سونه
محوطه سیفی سونه مربوط به سده‌های ۲ و ۳ ه.ق است و در شهرستان ماسال، بخش مرکزی، دهستان حومه، روستای سیفی سونه واقع شده و این اثر در تاریخ ۷ اسفند ۱۳۸۶ با شمارهٔ ثبت ۲۱۵۵۷ به‌عنوان یکی از آثار ملی ایران به ثبت رسیده است.